# Homme de Lantian
L'Homme de Lantian est le nom donné à une calotte crânienne fossile appartenant au genre Homo, datée de 1,63 million d'années, découverte en 1963 dans le xian de Lantian, dans la province du Shaanxi, en Chine.

## Localisation
Le xian de Lantian se trouve dans la province du Shaanxi, en Chine centrale, entre la rivière Wei au nord et les monts Qinling au sud, à l'extrémité méridionale du plateau de Lœss. On a mis au jour dans cette région plusieurs sites préhistoriques, celui de Shangchen, où ont été découverts des outils lithiques datés de 2,1 Ma, et deux sites qui ont livré des fossiles humains anciens : Chenjiawo (Lantian, localité 63-709) et Gongwangling (Lantian, localité 63-706). Seul le site de Gongwangling est traité dans le présent article, le site de Chenjiawo étant nettement plus récent.

## Historique
Les fossiles humains de Gongwangling furent découverts en 1963. Ils ont été décrits pour la première fois en 1964 par J. K. Woo.

## Description
Les fossiles comprennent une calotte crânienne, plusieurs éléments fragmentaires de la face (os du nez, maxillaire droit), et une dent isolée. La calotte crânienne montre un fort torus sus-orbitaire (vue de face), et une forte constriction post-orbitaire (vue de dessus), qui sont des caractères archaïques.
Le volume endocrânien est estimé à 780 cm3, ce qui est inférieur à la fourchette généralement admise pour l'espèce Homo erectus (900 à 1 200 cm3). En 2022, une tomographie détaillée des six dents confirme cependant l'appartenance de l'Homme de Lantian à l'espèce H. erectus, et montre qu'il s'inscrit dans la tendance évolutive conduisant des fossiles connus du Pléistocène inférieur à ceux du Pléistocène moyen en Asie de l'Est,.

## Datation
La datation du site de Gongwangling a été plusieurs fois révisée à la hausse : 1,15 million d'années en 1989, 1,22 Ma en 2008.
En 2001, Zhu Zhao-Yu (朱照宇), géologue à l'institut de géochimie de Guangzhou, entama avec son équipe une nouvelle étude sur le site, qui conduisit à publier en 2015 une datation révisée à 1,63 million d'années,. Les auteurs de cette étude expliquent que la géologie du site est plus complexe qu'envisagé par les précédentes études, lesquelles n'auraient pas pris en compte certains facteurs ayant un impact sur la datation.
Le crâne de Gongwangling est à ce jour le plus ancien fossile humain important trouvé en Chine, d'autres fossiles peut-être plus anciens étant soit très fragmentaires (dents isolés), soit contestés sur leur attribution ou leur datation.

## Industrie lithique
On a trouvé non loin du crâne de Gongwangling des outils lithiques, mais ils ne sont pas strictement associés aux fossiles du point de vue stratigraphique.